# Kaschauer Programm

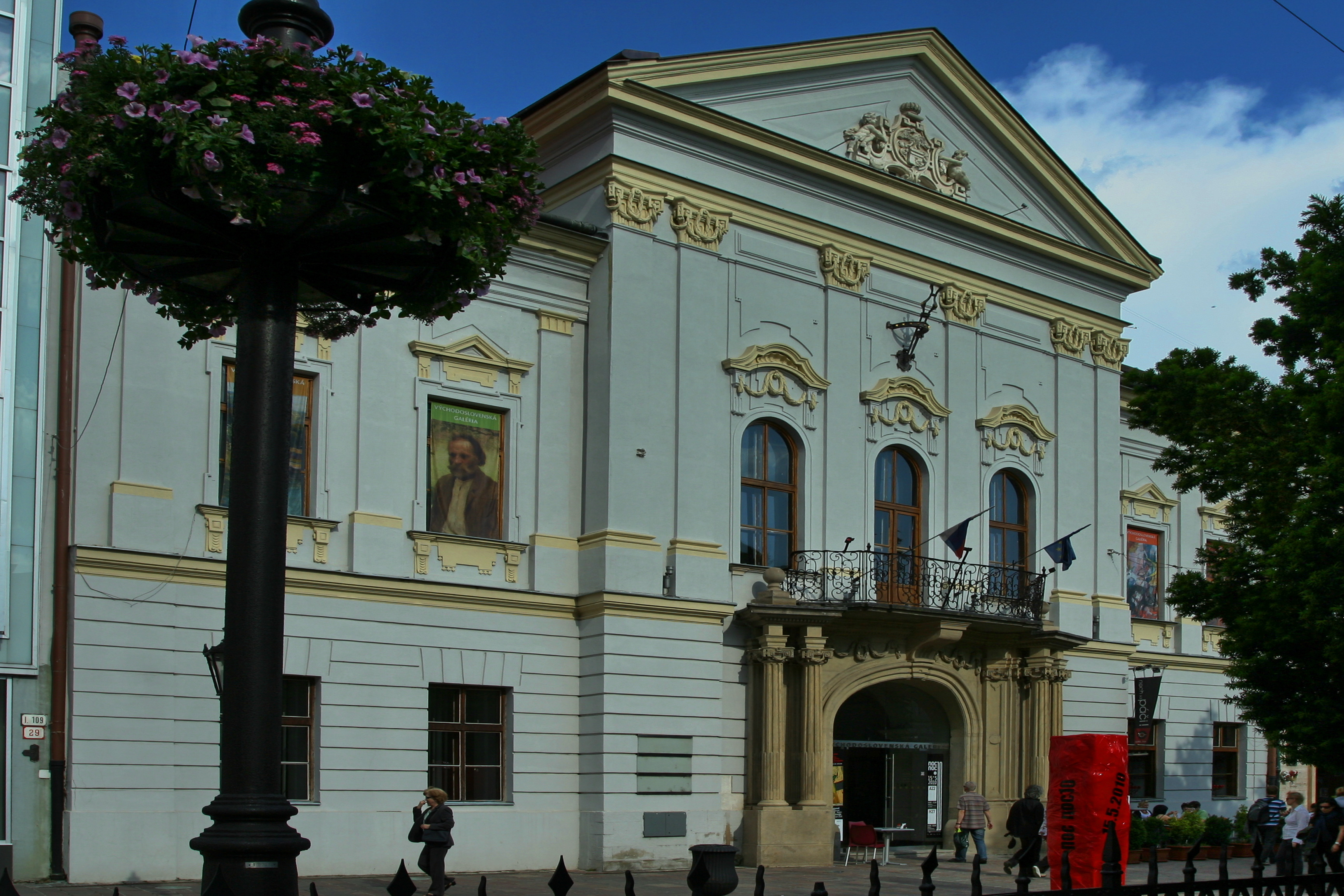
Ehemaliges Komitatshaus in Košice, Ort der Verkündung des Kaschauer Programms

Das Košický vládny program (slowakisch; auf Deutsch Kaschauer Programm) vom 5. April 1945 war das Regierungs-Programm aus der ersten Sitzung der tschechoslowakischen Regierung zum Ende des Zweiten Weltkriegs unter der Regierung Zdeněk Fierlinger I und der „Národní fronta Čechů a Slováků“ in Kaschau in der Tschechoslowakei.

## Beschreibung
Das Kaschauer Programm, eine politische Prinzipienerklärung, im Wesentlichen verfasst von dem Außenpolitiker Edvard Beneš, wurde vom Ministerpräsidenten Zdeněk Fierlinger als Ergebnis der Moskauer Verhandlungen in der durch die sowjetische Rote Armee besetzten Stadt Košice (Kaschau) in der Ostslowakei bekannt gegeben. Košice wurde im Mai 1945 der provisorische Sitz der Regierung der „Nationalen Front“ der Tschechoslowakei.
Folgende Punkte wurden unter anderem festgelegt:
- Koalitionsregierung mit Komunistická strana Československa (Kommunisten), Česká strana sociálně demokratická (Sozialdemokraten), Československá strana národně socialistická (Sozialisten), Katholische Volkspartei und Demokratická strana (Slowakische Demokraten).
- Die Tschechische Agrarpartei, Gewerbepartei, Nationale Vereinigung, Slowakische Volkspartei Hlinkas und Minderheitenvertretungen werden verboten.
- Die Grundindustrie, die Banken und das Versicherungswesen soll verstaatlicht werden.
- Die traditionellen Distrikts- und Gemeindeverwaltungen sollen durch die von der Bevölkerung zu wählenden „Nationalausschüsse“ ersetzt werden.
- Es werden Volksgerichte in Verbindung mit Nationalausschüssen eingerichtet.
- Säuberungen auf dem Gebiet der Erziehung und Kultur.
- Die Tschechoslowakische Volksarmee soll nach dem Vorbild der Roten Armee und seine Ausbildung durch sowjetische Instrukteure reorganisiert werden.
- Die tschechoslowakischen Offiziere sollen an Militärakademien in der Sowjetunion studieren.
- Ernennung von Polit-Kommissaren zu „Bildungsoffizieren“.
- Die Slowakei soll unter Wahrung ihrer Autonomie wieder angegliedert werden.
- Bündnis und enge Zusammenarbeit mit der „siegreichen slawischen Großmacht im Osten“, der Sowjetunion auf allen Gebieten.
- Freundschaftliche Beziehungen zu den demokratischen Westmächten im Rahmen der „Anti-Hitler-Koalition der Vereinten Nationen“.
- Die Staatsbürgerschaft von Bürgern deutscher und ungarischer Nationalität, welche die Nationalsozialisten unterstützt hatten, soll entzogen werden und sie selbst sollen vertrieben werden.
- Kollaborateure sollen bestraft werden.